# Ентеогени

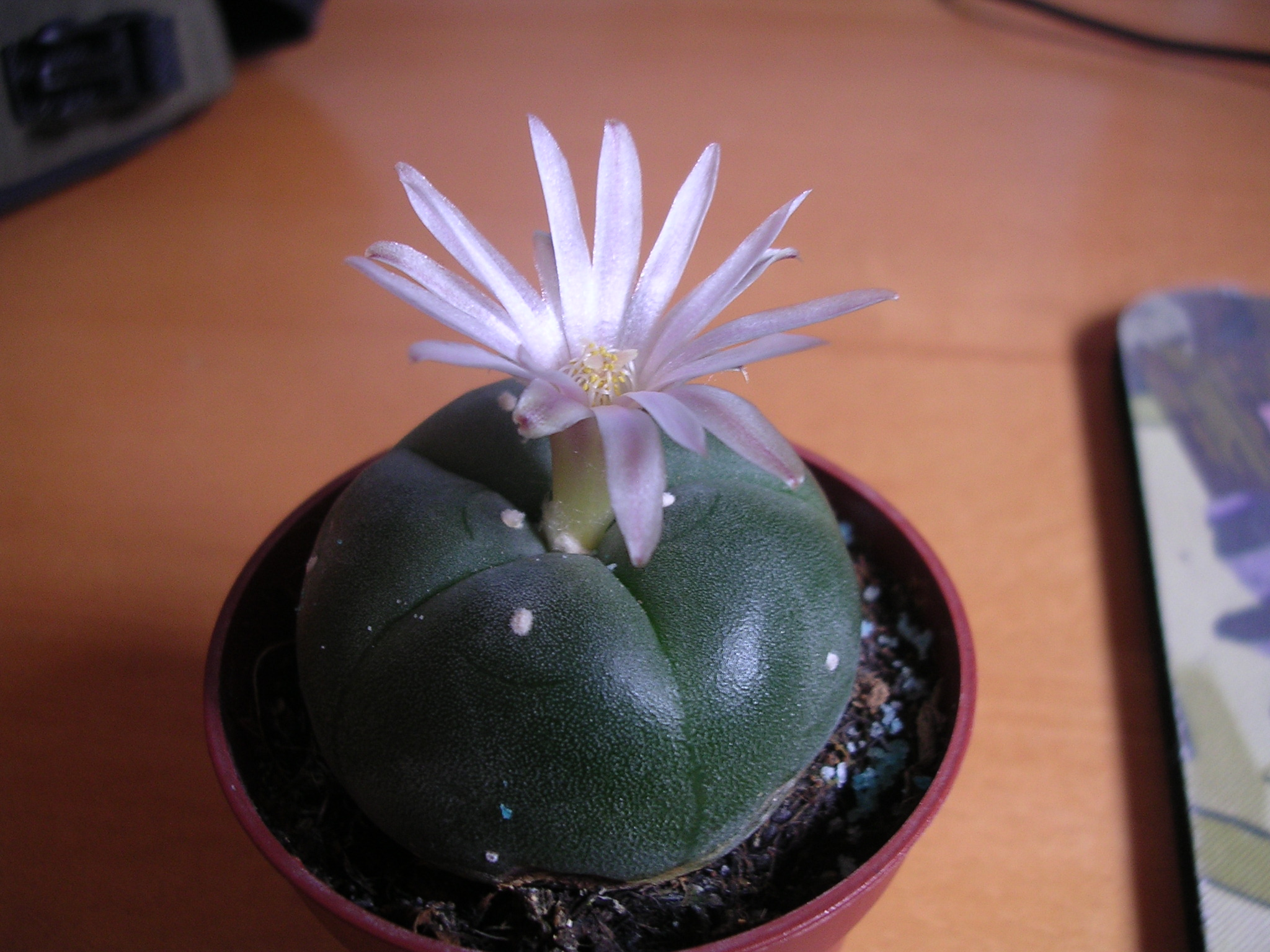
Квітучий пейотль, в культивації. Пейот використовувався в ритуальних цілях упродовж тисячоліть.

Формула мескаліну, основного психоактивного компонента пейотля.

Ентеоген (від дав.-гр. ἔνθεος і γενέσθαι, дослівно «становлення божественним зсередини») — назва неформальної групи різних субстанцій рослинного походження, що містять психоактивні речовини, які традиційно використовуються для досягнення зміненого стану свідомості зі спіритуальными конотаціями і призводять до сп'яніння. Ентеогени використовують шамани для входження в «містичні стани», в яких вони «спілкуються з духами й божествами». У сучасному світі цим терміном об'єднують ряд наркотичних речовин рослинного походження, що мають різноманітний вплив на психіку. Є різновидом психоделіків, що виділяється за ознакою використання в релігійних цілях в культурах окремих народів. Входять до складу деяких традиційних нарковмісних напоїв, наприклад айяуаски.
Термін не є хімічною класифікацією, оскільки психоактивні властивості ентеогенів формуються багатьма різними видами алкалоїдів, терпеноїдів, амінокислот, і кумаринів.

## Деякі традиційні ентеогени
- Листя Salvia divinorum  (шавлія віщунів)
- Листя Mitragyna speciosa  (кратом)
- Насіння Argyreia nervosa(інші мови)  (мала гавайська древовидна троянда(інші мови))
- Насіння Ipomoea violacea  (ранкове сяйво)
- Насіння Anadenanthera peregrina
- Насіння Datura inoxia  (дурман індійський)
- Трава Calea zacatechichi  (калея закатечічі)
- Листя Diplopterys cabrerana(інші мови)  (чаліпонка(інші мови), або чагропанга(інші мови))
- Стебла ліани Banisteriopsis caapi(інші мови)  (лоза духів(інші мови))
- Насіння Peganum harmala  (гармала звичайна)
- Кора коренів Mimosa hostilis(інші мови)
- Насіння Paullinia cupana  (гуарана)
- Листя Ilex paraguariensis  (падуб парагвайський, або мате)
- Корінь Pfaffia paniculata(інші мови)
- Листя Ginkgo biloba  (гінкго)
- Кора Uncaria tomentosa(інші мови)  (Ункарія опушена(інші мови))
- Кора Pausinystalia johimbe  (йохімбе)
- Листя Turnera diffusa(інші мови)  (тернера розкидиста(інші мови), або даміана(інші мови))
- Кореневище Acorus calamus  (аїр звичайний)
- Кореневище Nymphaea alba  (латаття біле)
- Кореневище Nuphar lutea  (глечики жовті)
- Сушені шляпки Amanita muscaria  (мухомор червоний)
- Плодові тіла грибів роду Psilocybe  (псилоцибе)

## Правове регулювання
Стаття 32 Конвенції про психотропні речовини дозволяє державам звільняти від заборони певні традиційні способи вживання речовин:
|  | Держава, на території якої ростуть дикі рослини, що містять психотропні речовини з числа тих, що містяться в Додатку I, і які традиційно використовуються певними невеликими, чітко визначеними групами в магічних чи релігійних обрядах, може під час підписання, ратифікації чи приєднання, робити застереження щодо цих рослин стосовно положень статті 7, за винятком положень, що стосуються міжнародної торгівлі.Оригінальний текст (англ.) A State on whose territory there are plants growing wild which contain psychotropic substances from among those in Schedule I and which are traditionally used by certain small, clearly determined groups in magical or religious rites, may, at the time of signature, ratification or accession, make reservations concerning these plants, in respect of the provisions of article 7, except for the provisions relating to international trade. |

Однак це звільнення застосовується лише в тому випадку, коли рослину буде явно додано до Списків психотропної конвенції. Нині Конвенція застосовується лише до хімічних речовин. Однак у Коментарі до Конвенції про психотропні речовини зазначається, що рослини, які містять її, не підлягають міжнародному регулюванню:
Вирощування рослин, з яких отримують психотропні речовини, не регулюється Віденською конвенцією .... Ні корона (плід, брунька з мескалем) кактуса пейот, ні коріння рослини Mimosa hostilis, ані псилоцибінові гриби не включено до Списку 1, а лише відповідні речовини, мескалін, ДМТ та псилоцин.Оригінальний текст (англ.)
The cultivation of plants from which psychotropic substances are obtained is not controlled by the Vienna Convention .... Neither the crown (fruit, mescal button) of the Peyote cactus nor the roots of the plant Mimosa hostilis nor Psilocybe mushrooms themselves are included in Schedule 1, but only their respective principals, mescaline, DMT, and psilocin.
Нині жодні рослини (природні матеріали), що містять ДМТ, не регулюються Конвенцією 1971 року про психотропні речовини. Отже, препарати (наприклад, відвари), виготовлені з цих рослин, включно з аяваскою, не перебувають під міжнародним контролем і, отже, не підпадають під дію жодної статті Конвенції 1971 року. - Міжнародна рада з контролю за наркотиками (МКНБ), ООНОригінальний текст (англ.)
No plants (natural materials) containing DMT are at present controlled under the 1971 Convention on Psychotropic Substances. Consequently, preparations (e.g. decoctions) made of these plants, including ayahuasca are not under international control and, therefore, not subject to any of the articles of the 1971 Convention. -- International Narcotics Control Board (INCB), United Nations